# Sölvesborgs stad
Denna artikel handlar om den tidigare kommunen Sölvesborgs stad. För orten se Sölvesborg, för dagens kommun, se Sölvesborgs kommun.
Sölvesborgs stad var en stad och kommun i Blekinge län.

## Administrativ historik
De äldsta kända stadsprivilegier utfärdades 1445 av kung Kristofer av Bayern och var en förnyelse av tidigare privilegier. Staden härjades flera gånger under dansk-svenska krigen. 1452 brände svenskarna staden, men staden återuppbyggdes.
Under en stor del av sena medeltiden och fram till mitten på 1600-talet, var Sölvesborg administrativt centrum i den östra delen av Danmark, som Sölvesborgs län, omfattande Gärds, Villands och Listers härader. Staden förlorade dock sina stadsrättigheter till förmån för andra städer västerut - byggandet av Kristianstad krävde att Sölvesborg gav upp sina rättigheter. Efter förlusten av sina stadsrättigheter kom staden att hamna i skymundan. Den fick nya stadsrättigheter 1835 och blev stapelstad 1855.
Staden blev en egen kommun, enligt Förordning om kommunalstyrelse i stad (SFS 1862:14) från och med den 1 januari 1863, då Sveriges kommunsystem infördes. Staden inkorporerade 1952 Sölvesborgs landskommun och uppgick 1971 i den nybildade Sölvesborgs kommun.
Sölvesborgs stad hade egen jurisdiktion med rådhusrätt till och med 1949, varefter staden lades under landsrätt i Listers och Sölvesborgs domsagas tingslag.
Ur Sölvesborgs stadsförsamling utbröts 1868 Sölvesborgs landsförsamling som 1951 återuppgick i församlingen som då bytte namn till Sölvesborgs församling.

### Sockenkod
För registrerade fornfynd med mera så återfinns staden inom ett område definierat av sockenkod 1015 som motsvarar den omfattning staden med Sölvesborgs socken hade kring 1950.

## Stadsvapnet
Blasonering: I fält av guld ett rött grekiskt kors åtföljt av fyra blå ålar med röd beväring, därest sådan skall komma till användning, de båda till vänster vänstervända och de båda undre störtade.
Vapnet fastställdes för Sölvesborgs stad år 1945 med förebild i ett sigill som tidigast är känt från 1535. Efter kommunbildningen registrerades det hos Patent- och registreringsverket år 1974.

## Geografi
Sölvesborgs stad omfattade den 1 januari 1952 en areal av 25,11 km², varav 24,86 km² land.

### Tätorter i staden 1960
| Tätort         | Folkmängd |
| -------------- | --------- |
| Sölvesborg     | 5 699     |
| Valje, del ava | 50        |

Tätortsgraden i staden var den 1 november 1960 95,9 procent.

## Politik

### Mandatfördelning i valen 1919–1966
| 6 | 8 | 8 |

| 18 | 4 |

| 7 | 7 | 8 |

| 18 | 4 |

| 7 | 8 | 7 |

| 20 |

| 1 | 7 | 1 | 2 | 3 | 8 |

| 20 |

| 8 | 1 | 1 | 2 | 3 | 7 |

| 19 | 3 |

| 8 | 2 | 1 | 5 | 6 |

| 21 |

| 11 | 2 | 3 | 6 |

| 20 |

| 11 | 3 | 8 |

| 20 |

| 3 | 9 | 3 | 7 |

| 21 |

|  | 17 | 5 | 7 |

| 29 |

|  | 17 | 5 | 7 |

| 28 |

|  | 16 | 5 | 8 |

| 30 |

|  | 18 |  | 5 | 5 |

| 28 |

| 2 | 15 | 2 | 6 | 5 |

| 26 |

## Befolkningsutveckling
| Befolkningsutvecklingen i Sölvesborgs stad 1750–1990                                                    | Befolkningsutvecklingen i Sölvesborgs stad 1750–1990 | Befolkningsutvecklingen i Sölvesborgs stad 1750–1990 | Befolkningsutvecklingen i Sölvesborgs stad 1750–1990 | Befolkningsutvecklingen i Sölvesborgs stad 1750–1990 |
| --- | ---------------------------------------------------- | ---------------------------------------------------- | ---------------------------------------------------- | ---------------------------------------------------- |
| |                                                      |                                                      |                                                      |                                                      |
| År |                                                      |                                                      | Folkmängd                                            |                                                      |
| 1750 | 1750                                                 |                                                      | 683                                                  |                                                      |
| 1760 | 1760                                                 |                                                      | 683                                                  |                                                      |
| 1769 | 1769                                                 |                                                      | 755                                                  |                                                      |
| 1780 | 1780                                                 |                                                      | 756                                                  |                                                      |
| 1790 | 1790                                                 |                                                      | 762                                                  |                                                      |
| 1810 | 1810                                                 |                                                      | 779                                                  |                                                      |
| 1820 | 1820                                                 |                                                      | 912                                                  |                                                      |
| 1830 | 1830                                                 |                                                      | 956                                                  |                                                      |
| 1840 | 1840                                                 |                                                      | 1 284                                                |                                                      |
| 1850 | 1850                                                 |                                                      | 1 464                                                |                                                      |
| 1860 | 1860                                                 |                                                      | 1 603                                                |                                                      |
| 1870 | 1870                                                 |                                                      | 1 478                                                |                                                      |
| 1880 | 1880                                                 |                                                      | 1 599                                                |                                                      |
| 1890 | 1890                                                 |                                                      | 1 531                                                |                                                      |
| 1900 | 1900                                                 |                                                      | 1 937                                                |                                                      |
| 1910 | 1910                                                 |                                                      | 2 949                                                |                                                      |
| 1920 | 1920                                                 |                                                      | 3 758                                                |                                                      |
| 1930 | 1930                                                 |                                                      | 3 943                                                |                                                      |
| 1940 | 1940                                                 |                                                      | 4 070                                                |                                                      |
| 1950 | 1950                                                 |                                                      | 5 598                                                |                                                      |
| 1960 | 1960                                                 |                                                      | 6 011                                                |                                                      |
| 1970 | 1970                                                 |                                                      | 7 052                                                |                                                      |
| 1980 | 1980                                                 |                                                      | 7 422                                                |                                                      |
| 1990 | 1990                                                 |                                                      | 7 838                                                |                                                      |
| Anm: Källor: Umeå universitet - Tabellverket 1749-1859, Demografiska databasen, CEDAR, Umeå universitet |                                                      |                                                      |                                                      |                                                      |